# Hôtel 24 South
L'hôtel 24 South (en anglais : Hotel 24 South) est un hôtel américain situé à Staunton, en Virginie. Construit en 1924, cet établissement est membre des Historic Hotels of America depuis 2006.